# 海北头乡
海北头乡，是中华人民共和国山西省朔州市怀仁市下辖的一个乡镇级行政单位。

## 行政区划
海北头乡下辖以下地区：
海北头村、新发村、清泉村、陈庄村、下寨村、西安堡村、上海子村、下海子村、黄庄村、烽火台村、黎寨村、高镇子村、郑庄村和神嘴窝村。